# Tytroca
Tytroca is een geslacht van vlinders van de familie spinneruilen (Erebidae).

## Soorten
- T. alabuensis Wiltshire, 1970
- T. balnearia (Distant, 1898)
- T. dispar (Püngeler, 1904)
- T. fasciolata (Warren & Rothschild, 1905)
- T. leucoptera (Hampson, 1896)
- T. metaxantha (Hampson, 1902)
- T. puengleri (Rothschild, 1915)
- T. tabberti Hacker & Hoppe, 2011